# Grænseegnens Skytteforening

## Historie
Grænseegnens Skytteforening har rødder tilbage til 1921, hvor Frøslev Skytte- og Gymnastikforening blev dannet den 17. maj 1921.
Senere tog foreningen navneforandring til Frøslev-Padborg Skytteforening. Dette skete den 21. april 1933. 
Fårhus Skytteforening tog den 15. november 1972 navneforandring til Grænseegnens Salon- og Skytteforening. 
Disse to foreninger fusionerede den 27. september 1978 til Grænseegnens Skytteforening.

## Tilhørsforhold
Foreningen er tilsluttet DDS - Sønderjylland, De Danske Skytteforeninger og Dansk Skytte Union.

## Om foreningen
Foreningen har i dag ca. 100 medlemmer fordelt i alle aldre. I dag er skydningen en idræt for hele familien uanset køn og alder, idet både træning og konkurrencer foregår i klasser efter alder og kunnen i et jævnbyrdigt fællesskab. Klasserne spænder fra børneklasser over juniorer, ungskytter, seniorer til veteraner, der er over de 55 år.
Der tilbydes et righoldigt skydeprogram for både gevær og pistol. Der er mange konkurrencer inden for de forskellige discipliner. Konkurrence er imidlertid ikke det hele, fælles samvær og glæde ved at dyrke skydning er højt prioriteret. 
Skytterne bestemmer selv, hvor meget de vil opnå med deres sport. 
I efteråret 1993 startede foreningen forsøgsvis op med pistolskydning på 15m banen. Der skydes både 15m, 25m samt terrænskydning. For 25m og terrænskydnings vedkommende foregår det hhv. i Broager og i de militære skydeterræner.

## Skydebaner
Foreningen råder over 3 skydebaner – 15m, 50m og 200m. 
Den ældste bane – 200m banen, som stammer helt tilbage fra foreningens start i 1921, er beliggende i Frøslev Plantage overfor Frøslev Savværk på den anden side af motorvejen, og har 4 standpladser. Banen er en naturskydebane med skydehus og manuelt betjent markeringsanlæg. Her skydes i tiden ca. 1. april – 30. september.
50m banen er rimelig ny og blev indviet den 15. maj 1993. Den har 12 standpladser, stort opholds- og kursuslokale og cafeteria. Skydebanen er beliggende ved siden af Grænsehallerne, og her skydes i tiden ca. 1. april – 30. september.
Fra ca 1978-2009 lå der indendørs 15m baner i Grænsehallerne under hal 2, hvor der var 10 standpladser i 2 plan. 
I 2009 stod byggeriet af nye moderne indendørsbaner klar som en udvidelse af klubhuset ved 50m banerne. De nye baner har 10 standpladser i 1 plan med optimale lysforhold, elektronisk markeringsanlæg og elektriske hæve/sænke-borde. Her skydes både gevær og pistol. Skydning finder, i tiden ca. 1. oktober – 31. marts.

## Ekstern henvisning
Foreningens Hjemmeside